# 659

## Události
- zemřel Sámo, začíná rozpad Sámovy říše

## Úmrtí
- Sámo – zakladatel a panovník Sámovy říše (mohl zemřít o rok dříve, v roce 658)
- Svatá Gertruda – svatá katolické církve

## Hlavy států
- Papež – Vitalianus (657–672)
- Sámova říše – Sámo ?
- Byzantská říše – Konstans II.
- Franská říše
  - Neustrie & Burgundsko – Chlothar III. (658–673)
  - Austrasie – Childebert Adoptovaný (656–661)
- Anglie
  - Wessex – Cenwalh
  - Essex – Sigeberht II. Dobrý
  - Mercie – Wulfhere
- První bulharská říše – Kuvrat (630–641/668)?